# 棕颈鹭

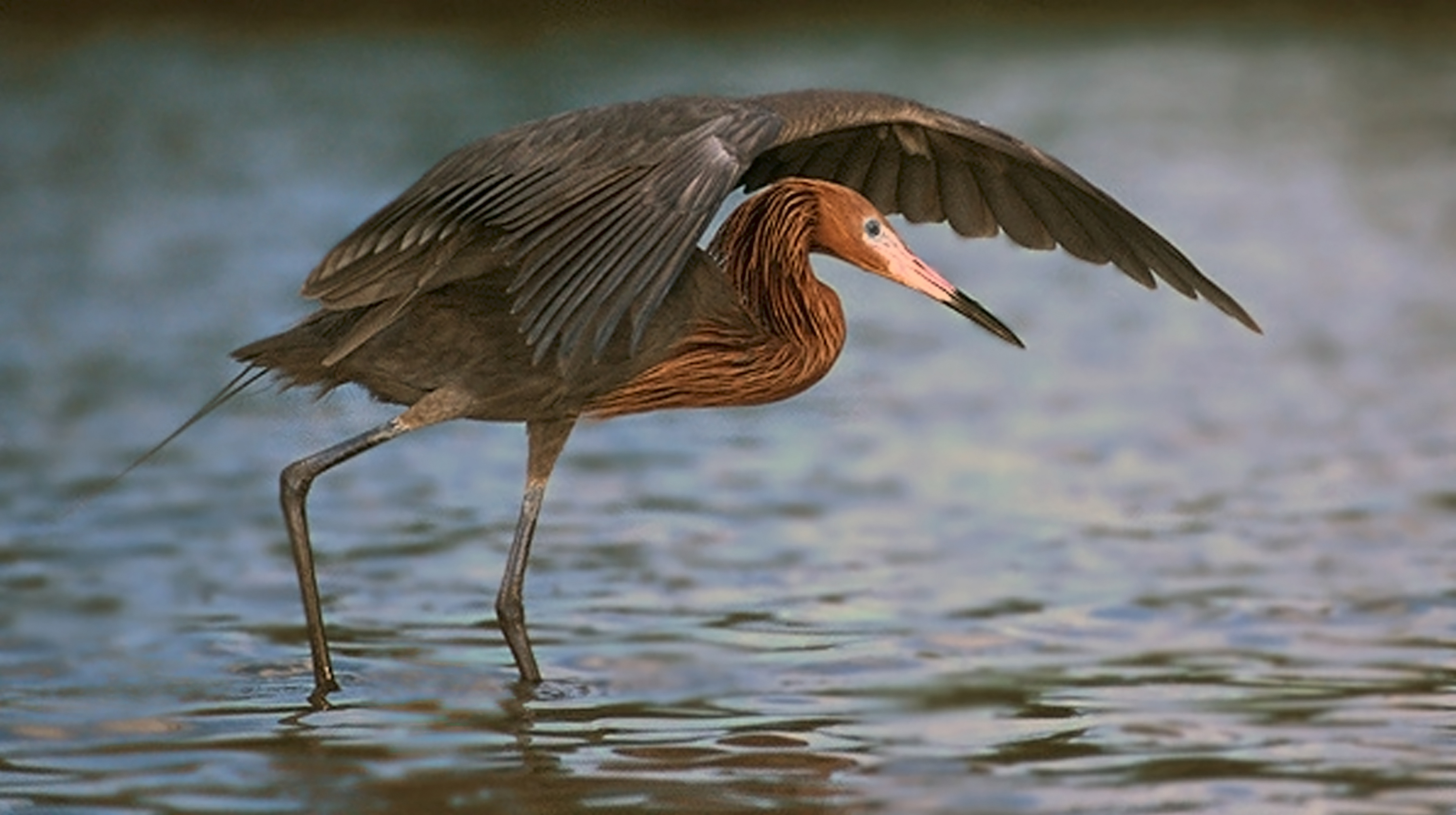
張開雙翼，等待獵物上門的棕頸鷺

棕頸鷺（学名：Egretta rufescens），又名紅頭黑鷺，是美洲的一种中型白鹭。

## 特征
一般的成年棕頸鷺長66至82公分，翼展長116至125公分，體重364至870公克，屬中大型鷺類。外表特徵如下：
- 暗色型成鳥：頸部為紅棕色，喙部的前端為黑色，後端為粉紅色。
- 暗色型亞成鳥：體色較淡，喙部為黑色。
- 白色型成鳥：喙部的顏色跟暗色型成鳥一樣，全身為白色。
- 白色型亞成鳥：喙部為黑色，外貌與小白鷺相似。

## 分布
棕頸鷺分布於美洲大陸的中美段，目前確定的分布地區包括美國的佛羅里達南部沿海、墨西哥下加利福尼亞半島沿海、古巴西部沿海以及土克凱可群島。

## 覓食
棕頸鷺以魚類、蛙類、小型甲殼動物以及昆蟲為食。
捕魚方式很特別，先張開雙翼，魚便會游到影子下方（魚較喜歡在暗處活動），再趁機補食。

## 外部連結
- （英文） 棕颈鹭的照片與影片
- （英文） 棕颈鹭的介紹 （页面存档备份，存于）